# Chrystoforiwka-Stausee
Der Chrystoforiwka-Stausee (ukrainisch Христофорівське водосховище; russisch Христофоровское водохранилище) ist ein Stausee an der 59 km langen Bokowenka, einem Nebenfluss der Bokowa, im Zentrum der Ukraine.
Der Chrystoforiwka-Stausee liegt im Westen der Oblast Dnipropetrowsk im Rajon Krywyj Rih bei der Siedlung städtischen Typs Chrystoforiwka.
Der Stausee entstand durch den 1941 gebauten, 3–3,5 m hohen Staudamm, der durch sein Alter inzwischen eine Reihe von Rissen aufweist, durch die Wasser sickert.
Der See bedeckt eine Fläche von 216 Hektar und ist durchschnittlich 1,5–2 m tief. Er hat eine Länge von etwa 3 km bei einer maximalen Breite von etwa 400 m.
Der einzige Zufluss des für den kommerziellen Anbau von wertvollen Fischarten genutzten Sees ist die Bokowenka, die 8 km flussabwärts in den zum Karatschuniwka-Stausee angestauten Inhulez mündet.
| Stausee |

| Krywyj Rih |

| Oblast Dnipropetrowsk |